# Freeway 5 (Iran)

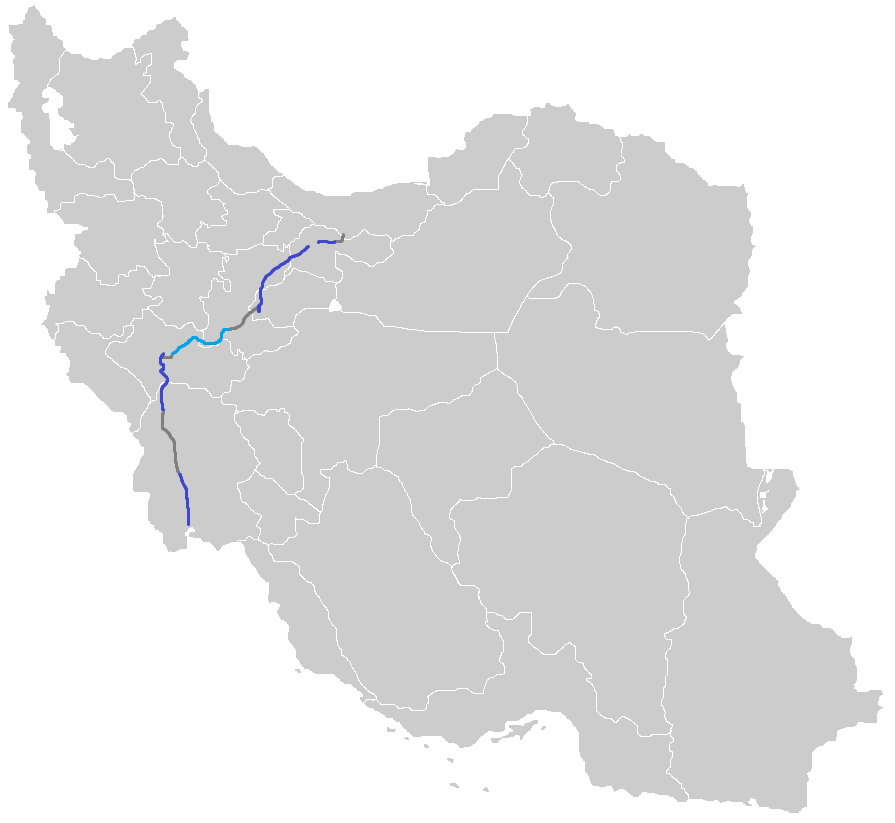

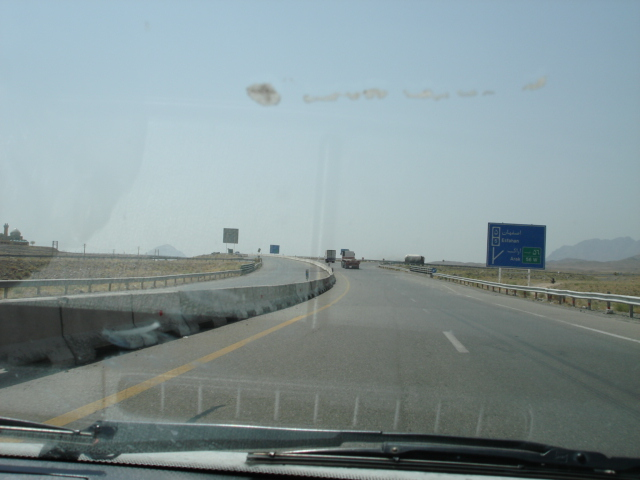

De Freeway 5 (Farsi: 5 آزادراه) of Lieutenant General Qasem Soleimani Freeway  is een autosnelweg in Iran. De snelweg is deels in aanleg en bestaat uit verschillende deelstukken (Teheran–Saveh–Salafchegan (178 km), Arak Northern Bypass (45 km), Khorramabad–Pol-e-Zal – Andimeshk (147 km), Ahvaz–Bandar Imam (90 km)).
Freeway 1 ·
Freeway 2 ·
Freeway 3 ·
Freeway 5 ·
Freeway 6 ·
Freeway 7 ·
Freeway 9 ·
Freeway 16 ·
Freeway 51